# Pittock Mansion

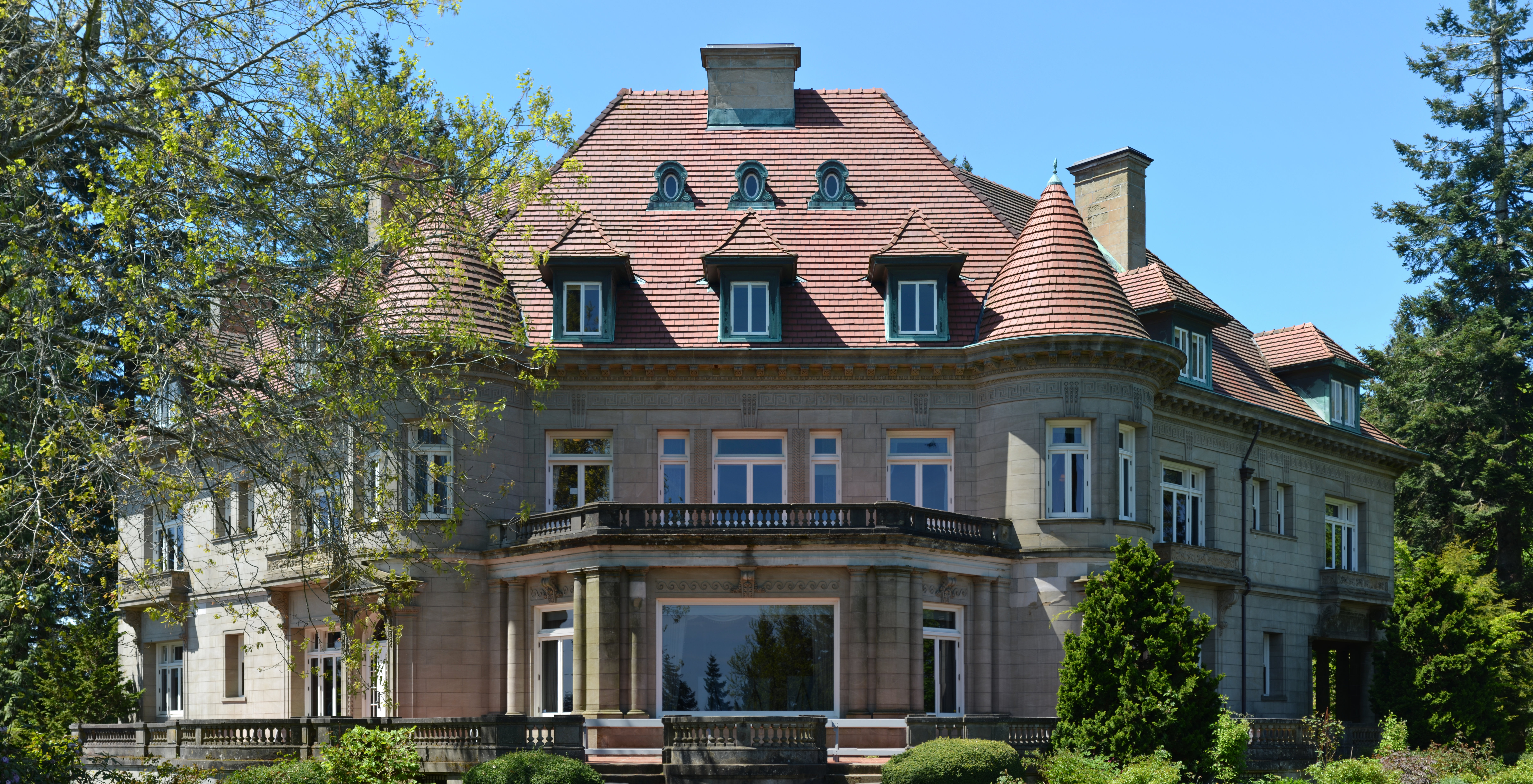
Achterzijde Pittock Mansion

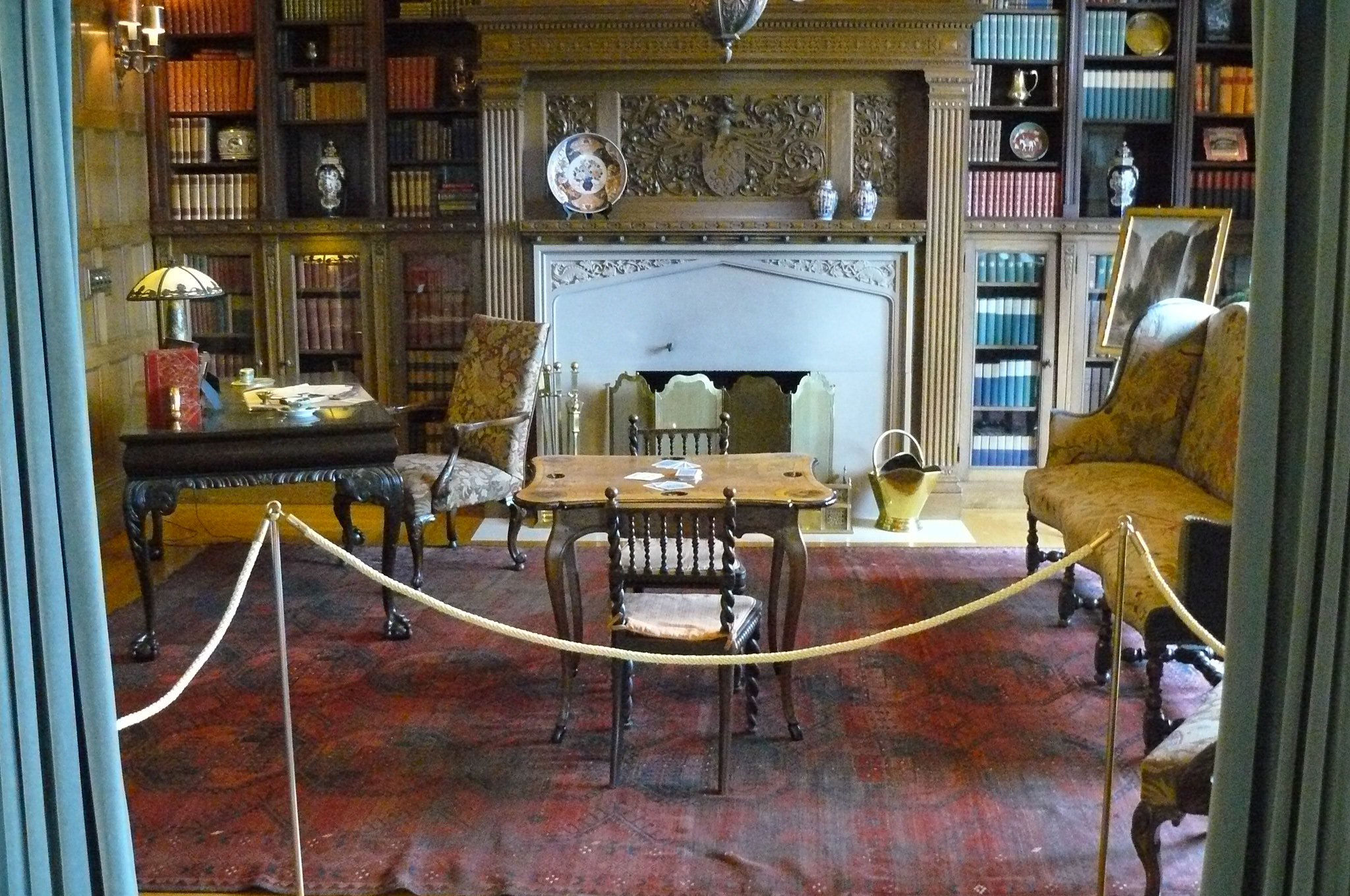
Bibliotheek

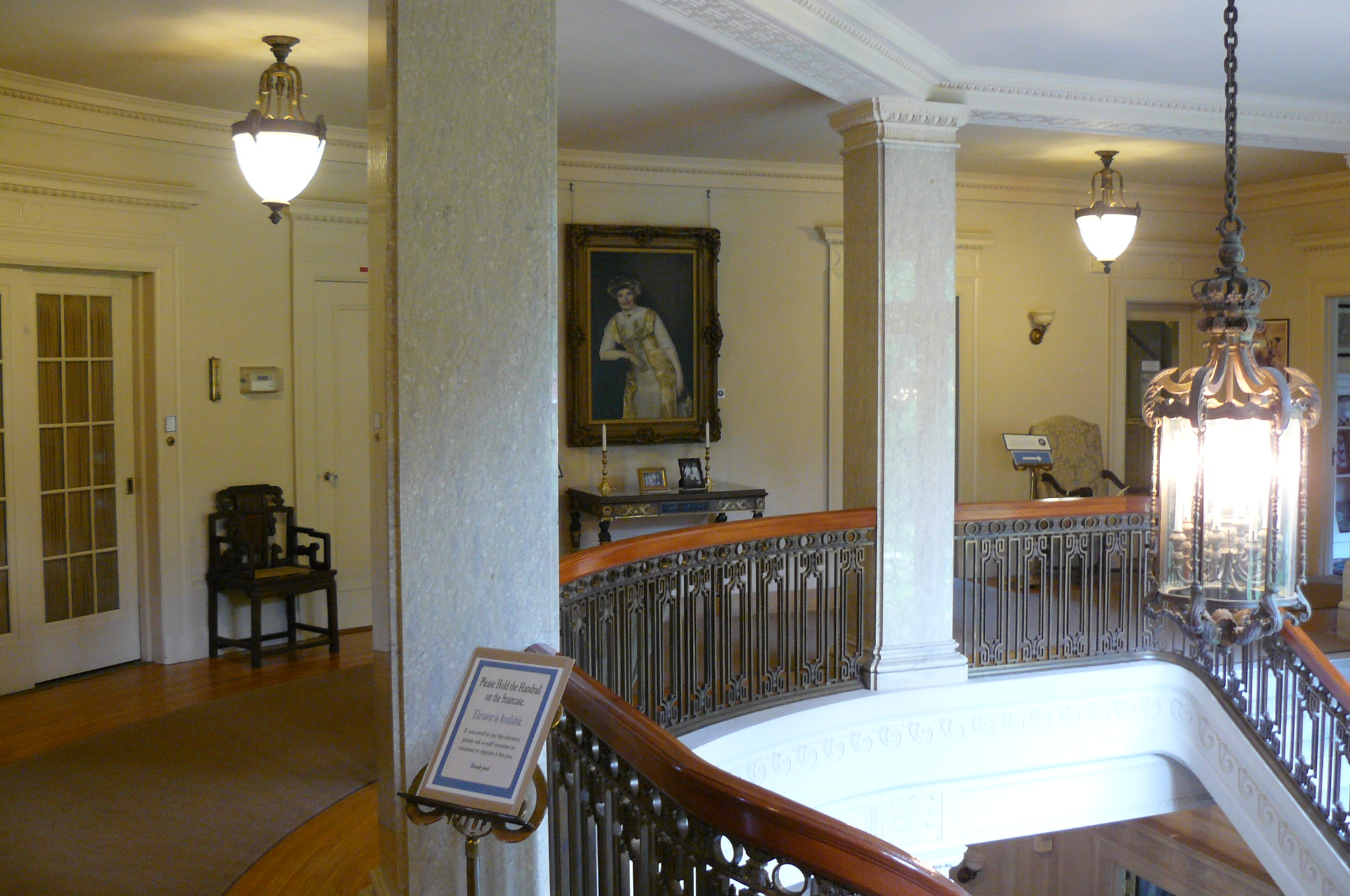
Overloop eerste etage, met links de lift, in het midden een schilderij van Georgiana Pittock, rechts de trap

De Pittock Mansion is een groot woonhuis gebouwd in de Franse renaissance-stijl. Het staat op de Tualatin Mountains ten westen van het stadscentrum van Portland. Het werd gebouwd in opdracht van Henry Pittock, eigenaar van het dagblad The Oregonian, en zijn vrouw Georgiana. Het huis telt 22 kamer verdeeld over drie verdiepingen. Het staat op een landgoed van 18 hectare (46 acres). Het huis is een museum en open voor het publiek. Vanwege de positie op een heuvel, het huis staat zo’n 250 meter hoger, heeft de bezoeker een mooi uitzicht over het centrum van de stad.

## Opdrachtgever
Het huis werd gebouwd in opdracht van Henry Pittock (1835-1919). Henry was in Engeland geboren, maar hij verhuisde op 16-jarige leeftijd naar Amerika. In 1853 kreeg hij een baan als drukzetter bij The Oregonian, een weekblad in de stad Portland. In 1860 deed zijn baas de zaak aan hem over. Pittock verhoogde de frequentie en The Oregonian werd een dagblad. Hij was de concurrentie een slag voor en de oplage steeg. Naast zijn succes als krantenuitgever investeerde hij in andere activiteiten.

## Beschrijving
Henry was 74 jaar oud toen hij opdracht gaf het huis te bouwen. Architect Edward T. Foulkes werd ingehuurd voor het ontwerp. Met de bouw werd in 1909 begonnen en in 1914 was het huis klaar. Het huis telt een hoofdgebouw met twee kleine zijvleugels. Deze laatste zijn in een hoek van 30 graden aan het hoofdgebouw bevestigd. Het huis telt drie verdiepingen exclusief de zolder die voor het personeel en opslag was gereserveerd. In de kelderverdieping is een grote biljartkamer.
Het werd gebouwd in de Franse renaissance-stijl. Het is gemaakt van gewapend beton, maar dit is niet zichtbaar door de afwerking. De buitenmuren werden afgedekt met grijs zandsteen. In de kamers zijn diverse stijlen verwerkt. De materialen, marmer en hout voor de vloeren, kwamen allemaal uit eigen land. Het huis werd direct voorzien van technische innovaties, zoals een lift, centrale verwarming, thermostaten in alle kamers, een intern communicatiesysteem, een centraal stofzuigsysteem en een inloopkoelkast. Verder werd een apart huis voor het personeel gebouwd en een garage die plaats bood aan drie voertuigen. De garage had een smeerput en een ondergrondse tank voor de opslag van 500 gallons benzine. Boven de garage is een drie kamer appartement.
Kort tijd na het gereedkomen van het huis, overleed Georgiana in 1918. Zij was 72 jaar geworden. Henry volgde een jaar later op 85-jarige leeftijd.

## Museum
Het huis bleef tot 1958 in handen van de familie. In dat jaar besloot de familie het huis te verkopen, maar zonder succes. In 1962 werd het huis beschadigd door een zware storm. Opknappen kostte te veel geld en een projectontwikkelaar wilde het terrein en huis kopen, om nieuw huizen te bouwen. De bevolking van de stad kwam in verzet. In drie maanden werd $ 75.000 ingezameld, onvoldoende om het geheel te kopen. De stad Portland beloonde het burgerinitiatief en besloot het huis te kopen voor $ 225.000 in 1964.
Het huis werd in 15 maanden gerestaureerd en in 1965 werden de deuren geopend voor het publiek. Het huis is ingericht, maar voor de verkoop van het huis had de familie veel meubelen verkocht. Een paar meubels zijn nog van de Pittock familie, maar veel is van buiten ingebracht.
In 1974 werd het gebouw en terrein opgenomen in het National Register of Historic Places.
Het grootste deel van het terrein is in de natuurlijke staat gebleven. Behalve de gebouwen is een kleine aangelegde tuin. Vanuit de tuin aan de voorzijde van het huis heeft de bezoeker een mooi uitzicht over de stad.

Zicht op stad en Mount Hood vanaf Pittock Mansion